# George Beijers

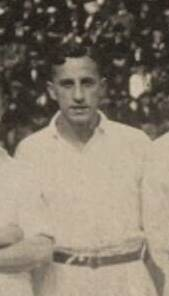
Beijers (1919)

George Beijers (* 3. Dezember 1895; † 3. Juni 1978) war ein niederländischer Fußballspieler.
Der Stürmer spielte für VOC Rotterdam und durfte am 24. August 1919 einmal im Oranje-Trikot der niederländischen Nationalmannschaft auflaufen. In diesem Match stand er neben Dé Kessler und Wout Buitenweg im Angriff; bei der 1:4-Niederlage im Freundschaftsspiel gegen Schweden in Stockholm konnte jedoch lediglich Buitenweg den schwedischen Torhüter überwinden. Beim Spiel eine Woche später in Kristiania gegen Norwegen saß er lediglich auf der Bank, anschließend war seine internationale Karriere beendet.